# Constantin Joseph Cornée
Constantin Joseph Cornée (Ferrière-la-Grande, 28 maggio 1814 – Parigi, 1875) è stato un militare francese.

## Biografia
Intrapresa la carriera militare, entrò nel 1º reggimento di artiglieria nel 1835, guadagnandosi i gradi di sottufficiale e partendo quindi per il Nord Africa dove rimase per tre anni.
Ritornato in patria, decise di rinunciare al grado pur di tornare nuovamente in Algeria, cosa che avvenne come semplice cavaliere del 4º reggimento degli "chasseurs d'Afrique" nel dicembre del 1845.
Inviato in Crimea, divenne sottotenente nel 1854, ottenendo anche la posizione di portabandiera del suo reggimento. Venne quindi assegnato al reggimento dei Cacciatori della Guardia Imperiale ed insignito del titolo di Cavaliere della Legion d'Onore.
Promosso tenente il 14 marzo 1859, durante la campagna d'Italia prestò servizio in qualità di ufficiale d'ordinanza del generale de Cassaignolles, comandante della brigata di cavalleria leggera della Guardia Imperiale.
Fu uno dei pochi ufficiali del suo reggimento ad essere ferito nella Battaglia di Magenta, venendo colpito alla guancia sinistra da un colpo d'arma da fuoco durante la carica portata per sganciare i reggimenti di fanteria nemici, senza però che questo incidente lo uccidesse.
Il 1º giugno 1864 venne promosso capitano e passò al 4º reggimento di corazzieri, ove concluse la propria carriera prima della guerra del 1870.